# Khris Middleton
James Khristian Middleton (Charleston, 12 augustus 1991) is een Amerikaans basketballer. Hij komt uit voor de Washington Wizards in de NBA.

## Carrière
Middleton speelde collegebasketbal voor de Texas A&M Aggies voordat hij in de NBA draft van 2012 deelnam en werd gekozen als 39e in de tweede ronde. Hij speelde in zijn eerste seizoen deels voor het opleidingsteam in de G-League. Hij speelde 27 wedstrijden voor de Pistons voor hij in 2013 werd geruild samen met Brandon Knight en Vjatsjeslav Kravtsov naar de Milwaukee Bucks voor Brandon Jennings.
Middleton speelde in alle 82 wedstrijden van het seizoen en startte 64 keer. Hij sloot het seizoen af met een gemiddelde van 12,1 punten, 3,8 rebounds, 2,1 assists en 1,0 steals in 30,0 minuten per wedstrijd. Op 15 december 2014 stonden de Bucks één punt achter op de Phoenix Suns met nog vier seconden in de wedstrijd. Middleton scoorde een drie-punt buzzer beater om zijn ploeg een 96-94 overwinning te bezorgen. In 29 minuten van de bank scoorde hij 14 punten, deelde drie assists uit, pakte één rebound en onderschepte één bal.
In de volgende seizoenen werd hij een vaste starter en sterkhouder. Hij tekende in 2015 een vijfjarig contract ter waarde van 70 miljoen dollar. Vier jaar later tekende hij een nieuw contract bij de Bucks waar hij tekende voor 5 jaar ter waarde van 178 miljoen dollar. Hij werd in 2021 kampioen van de NBA waar de Bucks de Phoenix Suns versloegen met 4-2. Op de Olympische Spelen van 2020 werd hij samen met de Amerikaanse ploeg Olympisch kampioen.
In februari 2025 werd hij geruild naar de Washington Wizards in een ruil waarbij ook de New York Knicks betrokken waren. Andere spelers in de ruil waren: Kyle Kuzma, Patrick Baldwin Jr., Jericho Sims, AJ Johnson, Delon Wright en enkele draftkeuzes.

## Erelijst
- NBA kampioen: 2021
- NBA All-Star: 2019, 2020, 2022
- Olympische Spelen: 2020

## Statistieken

### Regulier seizoen
| Seizoen  | Team            | WG  | WS  | MPW  | 2P%  | 3P%  | FW%   | RPW | APW | SPW | BPW | PPW  |
| -------- | --------------- | --- | --- | ---- | ---- | ---- | ----- | --- | --- | --- | --- | ---- |
| 2012/13  | Detroit Pistons | 27  | 0   | 17,6 | 44,0 | 31,1 | 84,4  | 1,9 | 1,0 | 0,6 | 0,1 | 6,1  |
| 2013/14  | Milwaukee Bucks | 82  | 64  | 30,0 | 44,0 | 41,4 | 86,1  | 3,8 | 2,1 | 1,0 | 0,2 | 12,1 |
| 2014/15  | Milwaukee Bucks | 79  | 58  | 30,1 | 46,7 | 40,7 | 85,9  | 4,4 | 2,3 | 1,5 | 0,1 | 13,4 |
| 2015/16  | Milwaukee Bucks | 79  | 79  | 36,1 | 44,4 | 39,6 | 88,8  | 3,8 | 4,2 | 1,7 | 0,2 | 18,2 |
| 2016/17  | Milwaukee Bucks | 29  | 23  | 30,7 | 45,0 | 43,3 | 88,0  | 4,2 | 3,4 | 1,4 | 0,2 | 14,7 |
| 2017/18  | Milwaukee Bucks | 82  | 82  | 36,4 | 46,6 | 35,9 | 88,4  | 5,2 | 4,0 | 1,5 | 0,3 | 20,1 |
| 2018/19  | Milwaukee Bucks | 77  | 77  | 31,1 | 44,1 | 37,8 | 83,7  | 6,0 | 4,3 | 1,0 | 0,1 | 18,3 |
| 2019/20  | Milwaukee Bucks | 62  | 59  | 29,9 | 49,7 | 41,5 | 91,6  | 6,2 | 4,3 | 0,9 | 0,1 | 20,9 |
| 2020/21  | Milwaukee Bucks | 68  | 68  | 33,4 | 47,6 | 41,4 | 89,8  | 6,0 | 5,4 | 1,1 | 0,1 | 20,4 |
| 2021/22  | Milwaukee Bucks | 66  | 66  | 32,4 | 44,3 | 37,3 | 89,0  | 5,4 | 5,4 | 1,2 | 0,3 | 20,1 |
| Carrière | Carrière        | 651 | 576 | 31,8 | 45,8 | 39,2 | 88,1  | 4,9 | 3,8 | 1,2 | 0,2 | 17,1 |
| All-Star | All-Star        | 3   | 0   | 21,7 | 35,7 | 40,0 | 100,0 | 3,7 | 2,7 | 0,0 | 0,0 | 10,0 |

### Playoffs
| Seizoen  | Team            | WG | WS | MPW  | 2P%  | 3P%  | FW%   | RPW | APW | SPW | BPW | PPW  |
| -------- | --------------- | -- | -- | ---- | ---- | ---- | ----- | --- | --- | --- | --- | ---- |
| 2014/15  | Milwaukee Bucks | 6  | 6  | 38,7 | 38,0 | 32,4 | 93,3  | 3,7 | 2,0 | 2,3 | 0,5 | 15,8 |
| 2016/17  | Milwaukee Bucks | 6  | 6  | 38,5 | 39,7 | 36,8 | 81,8  | 4,7 | 5,3 | 2,0 | 0,0 | 14,5 |
| 2017/18  | Milwaukee Bucks | 7  | 7  | 39,3 | 59,8 | 61,0 | 73,7  | 5,1 | 3,1 | 0,9 | 0,7 | 24,7 |
| 2018/19  | Milwaukee Bucks | 15 | 15 | 34,3 | 41,8 | 43,5 | 83,5  | 6,3 | 4,4 | 0,6 | 0,0 | 16,9 |
| 2019/20  | Milwaukee Bucks | 10 | 10 | 35,5 | 39,4 | 35,4 | 82,6  | 6,9 | 6,0 | 1,1 | 0,2 | 20,3 |
| 2020/21  | Milwaukee Bucks | 23 | 23 | 40,1 | 43,8 | 34,3 | 88,7  | 7,6 | 5,1 | 1,5 | 0,2 | 23,6 |
| 2021/22  | Milwaukee Bucks | 2  | 2  | 36,0 | 41,7 | 42,9 | 100,0 | 5,0 | 7,0 | 1,5 | 0,0 | 14,5 |
| Carrière | Carrière        | 69 | 69 | 37,7 | 43,5 | 39,1 | 86,2  | 6,3 | 4,7 | 1,3 | 0,2 | 20,0 |

0 DiVincenzo ·
3 Bryant ·
5 Teague ·
7 Forbes ·
9 Portis ·
11 Lopez ·
13 Nwora ·
15 Merrill ·
17 Tucker ·
21 Holiday ·
22 Middleton ·
24 Connaughton ·
25 Diakite ·
34 G. Antetokounmpo ·
43 T. Antetokounmpo ·
44 Jackson ·
66 Toupane ·
Coach Budenholzer